# Acaphylla
Acaphylla är ett släkte av spindeldjur som beskrevs av Hartford Hammond Keifer 1943. Acaphylla ingår i familjen Eriophyidae.
Släktet innehåller bara arten Acaphylla acromia.